# Xã North Roscoe, Quận Hodgeman, Kansas
Xã North Roscoe (tiếng Anh: North Roscoe Township) là một xã thuộc quận Hodgeman, tiểu bang Kansas, Hoa Kỳ. Năm 2010, dân số của xã này là 48 người.